# Scout Taylor-Compton
Scout Taylor-Compton (* 21. února 1989 Long Beach, Kalifornie) je americká herečka. Hrála v několika TV seriálech menší role až později dospěla k filmovým dramatům a hororům. Její nejznámější rolí je mladá Laurie Strodeová ve filmech Halloween a Halloween II nebo také role Lity Fordové ve filmu The Runaways.